# جزیره لیسی
جزیره لیسی (انگلیسی: Lisy Island) یک جزیره در سرزمین پریمورسکی کشور روسیه است.